# Hôtel de ville de Beauvais-sur-Matha
L'hôtel de ville de Beauvais-sur-Matha est située à Beauvais-sur-Matha, dans le département français de la Charente-Maritime en région Nouvelle-Aquitaine.

## Historique
L'immeuble est inscrit au titre des monuments historiques par arrêté du 23 novembre 2009.